# Equazioni di Marcuvitz-Schwinger
Le equazioni di Marcuvitz-Schwinger sono un sistema di equazioni differenziali alle derivate parziali che regolano determinati processi in elettromagnetismo, come la propagazione di un'onda in una struttura guidante. Queste equazioni sono una forma alternativa delle equazioni di Maxwell poste in questa stessa struttura; la differenza tra le due forme è che le equazioni di Marcuvitz-Schwinger sono scritte in maniera tale da poter distinguere le componenti trasverse e quelle longitudinali dei campi in propagazione nella struttura.

## Le equazioni
Consideriamo una struttura guidante, che sia essa una guida d'onda generica, in cui il mezzo che la riempie è un dielettrico normale e omogeneo. Consideriamo inoltre che nella guida in sé non ci siano sorgenti indotte o impresse, per cui i campi sono generati da sorgenti poste ad una delle due estremità della guida (il generatore). Le equazioni di Maxwell, nel dominio della frequenza, da risolvere in questo dominio sono:
{\displaystyle {\begin{cases}\nabla \times \mathbf {E} =-j\omega \mu \mathbf {H} \\\nabla \times \mathbf {H} =j\omega \varepsilon \mathbf {E} \\\nabla \cdot (\varepsilon \mathbf {E} )=0\\\nabla \cdot (\mu \mathbf {H} )=0\end{cases}}}
Consideriamo la struttura dotata di simmetria cilindrica, ovvero possiede un proprio asse di simmetria. Fissiamo su tale asse un riferimento orientato {\displaystyle z} e la direzione positiva (verso l'utilizzatore) la chiamiamo longitudinale. Imponiamo inoltre che la struttura sia invariante per traslazioni lungo la direzione longitudinale, ossia imponiamo che le sezioni della guida, al variare di {\displaystyle z}, siano uguali. In queste condizioni lo studio del campo in propagazione nella guida a partire dalle equazioni di Maxwell è piuttosto complicato. Una buona strada è quella di poter separare le componenti dei campi in modo da poter distinguere una componente longitudinale (diretta lungo {\displaystyle z}) e una trasversa (diretta nei piani {\displaystyle xy} ortogonali a {\displaystyle z}). Consideriamo quindi i campi così costruiti
{\displaystyle \mathbf {E} =\mathbf {E} _{t}+E_{z}\mathbf {i} _{z}}
{\displaystyle \mathbf {H} =\mathbf {H} _{t}+H_{z}\mathbf {i} _{z}}
in cui:
{\displaystyle \mathbf {E} _{t}=E_{x}\mathbf {i} _{x}+E_{y}\mathbf {i} _{y}}
{\displaystyle \mathbf {H} _{t}=H_{x}\mathbf {i} _{x}+H_{y}\mathbf {i} _{y}}
Le equazioni di Maxwell non si prestano a risolvere il problema in queste condizioni. Per fare ciò, quindi, si utilizzano le equazioni di Marcuvitz-Schwinger. Nel caso più generale, esse si scrivono nella seguente forma:
{\displaystyle -{\frac {\partial }{\partial z}}\mathbf {E} _{t}=j\omega \mu \left[(\mathbf {H} _{t}\times \mathbf {i} _{z})+{\frac {1}{k^{2}}}\nabla _{t}\nabla _{t}\cdot (\mathbf {H} _{t}\times \mathbf {i} _{z})\right]}
{\displaystyle -{\frac {\partial }{\partial z}}\mathbf {H} _{t}=j\omega \varepsilon \left[(\mathbf {i} _{z}\times \mathbf {E} _{t})+{\frac {1}{k^{2}}}\nabla _{t}\nabla _{t}\cdot (\mathbf {i} _{z}\times \mathbf {E} _{t})\right]}
{\displaystyle j\omega \varepsilon E_{z}=\nabla _{t}\cdot (\mathbf {H} _{t}\times \mathbf {i} _{z})}
{\displaystyle j\omega \mu H_{z}=\nabla _{t}\cdot (\mathbf {i} _{z}\times \mathbf {E} _{t})}
Per trovare l'unica soluzione di questo sistema di equazioni bisogna ovviamente imporre le condizioni al contorno. Se, ad esempio, la struttura della guida è costituita da conduttore elettrico perfetto, o comunque da un buon conduttore, la condizione da imporre è l'annullamento della componente tangente del campo elettrico sulla superficie del conduttore.
Nelle equazioni compare l'operatore {\displaystyle \nabla _{t}} che viene chiamato nabla trasverso, in quanto è un operatore differenziale che opera solo sulle componenti trasverse dei campi. Infatti si definisce nel seguente modo
{\displaystyle \nabla _{t}=\nabla -{\frac {\partial }{\partial z}}\mathbf {i} _{z}}
Il numero {\displaystyle k^{2}} è una costante ed è chiamato costante di propagazione. Esso è pari a
{\displaystyle k^{2}=\omega ^{2}\varepsilon \mu }
dove {\displaystyle \varepsilon } e {\displaystyle \mu } sono rispettivamente la permittività elettrica e la permeabilità magnetica relativa al mezzo dielettrico.

## Soluzioni e modi
Le equazioni nella loro forma generica non semplificano molto il problema. Un'ulteriore semplificazione sta infatti nel forzare le soluzioni, ovvero imporre delle condizioni che le soluzioni devono soddisfare. Queste condizioni possono essere:
{\displaystyle \bullet } soluzioni TE, in cui il campo elettrico ha solo componente trasversa. Vale quindi la relazione {\displaystyle E_{z}=0}. Nulla si sa sul campo magnetico;
{\displaystyle \bullet } soluzioni TM, in cui il campo magnetico ha solo componente trasversa. Vale quindi la relazione {\displaystyle H_{z}=0}. Nulla si sa sul campo elettrico;
{\displaystyle \bullet } soluzioni TEM, in cui il sia il campo elettrico che il campo magnetico hanno solo componente trasversa. Valgono quindi le due relazioni {\displaystyle E_{z}=0} e {\displaystyle H_{z}=0}.
Accanto a queste condizioni ne imponiamo altre di notevole importanza, ovvero diciamo che le soluzioni debbano essere fattorizzate, cioè del tipo
{\displaystyle \mathbf {E} _{t}=\mathbf {e} (\mathbf {r} _{t},\omega )V(z,\omega )}
{\displaystyle \mathbf {H} _{t}=\mathbf {h} (\mathbf {r} _{t},\omega )I(z,\omega )}
in cui abbiamo diviso a sua volta il vettore posizione come fatto per i campi {\displaystyle \mathbf {r} =\mathbf {r} _{t}+z\mathbf {i} _{z}}. Questa fattorizzazione si chiama anche ipotesi di modo, da cui derivano i nomi delle funzioni {\displaystyle \mathbf {e} } ed {\displaystyle \mathbf {h} } (funzioni vettoriali di modo) e {\displaystyle V} ed {\displaystyle I} (funzioni scalari di modo). Imporre sia le ipotesi di modo che le condizioni di soluzione significa cercare le soluzioni di modo.
Una guida che supporta la propagazione di modi TEM si chiama linea di trasmissione. Si può vedere che a partire dalle equazioni di Marcuvitz-Schwinger, una volta inserite le condizioni imposte dalla soluzione di modo da cercare, si possono ricavare le equazioni che risolvono tutto il problema: le equazioni dei telegrafisti (in termini di parametri secondari: costante di propagazione e impedenza caratteristica), e l'equazione per trovare le funzioni vettoriali di modo.